# Poecilimon gracilioides
Poecilimon gracilioides är en insektsart som beskrevs av Willemse, F.M.H. och K.-g. Heller 1992. Poecilimon gracilioides ingår i släktet Poecilimon och familjen vårtbitare. Inga underarter finns listade i Catalogue of Life.